# 老楞佐·巴爾迪塞利

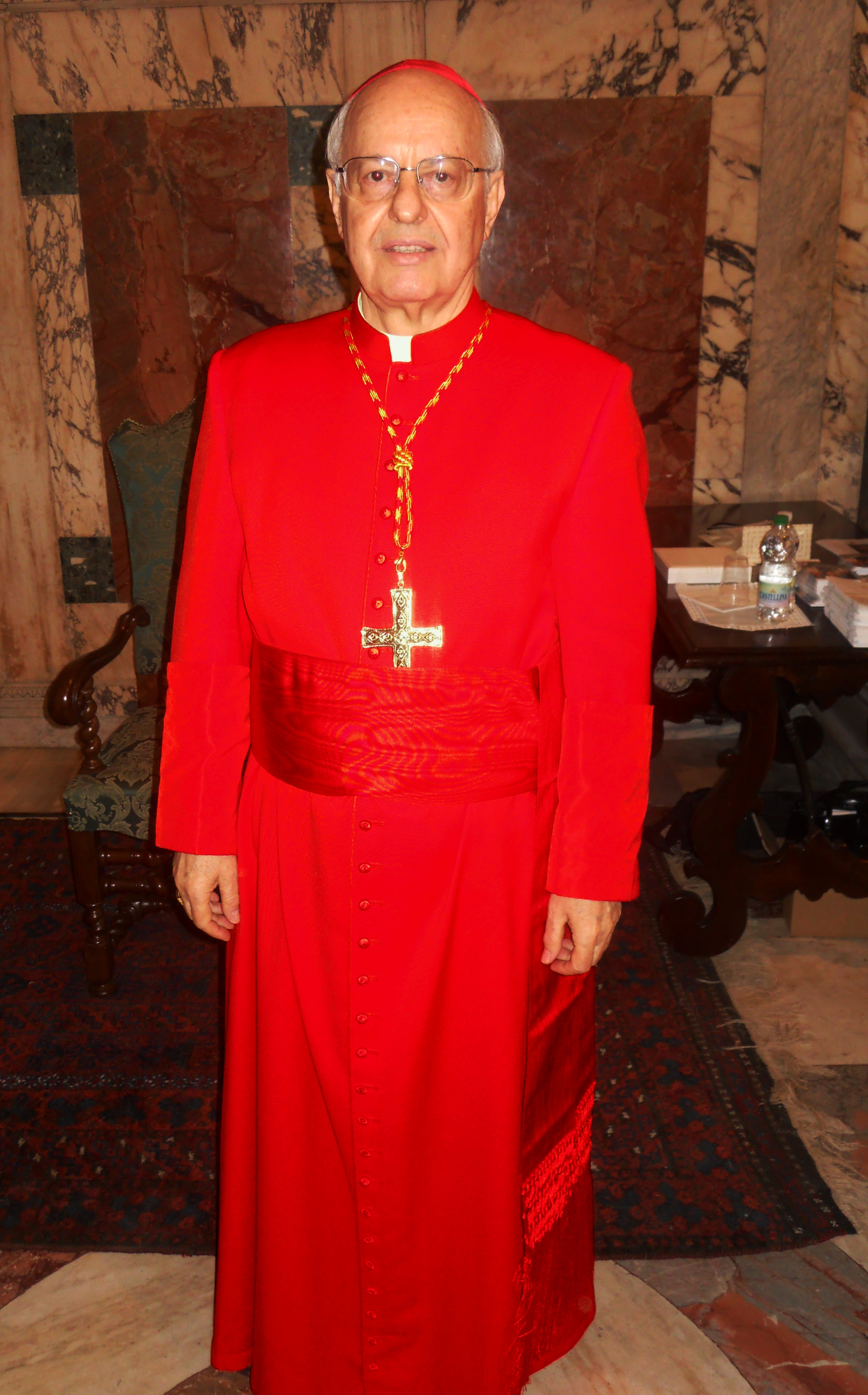
洛伦佐·巴尔迪塞里枢机

老楞佐·巴爾迪塞利（義大利語：Lorenzo Baldisseri，1940年9月29日—），天主教会枢机，意大利人，现任世界主教会议秘书长。
巴爾迪塞利出生于意大利比萨，于1963年6月29日晋铎，1992年3月7日晋牧。2013年9月21日起出任世界主教会议秘书长。2014年2月22日被教宗方济各册封为枢机。

## 牧徽

洛伦佐·巴尔迪塞里枢机牧徽